# Dopamina

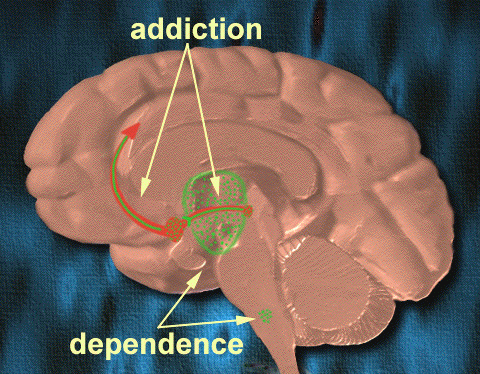
Sua estimulação excessiva resulta em dessensibilização dos receptores gerando maior necessidade de dopamina para obter o mesmo efeito. Esse mecanismo tem um papel importante no vício em jogo, adicção sexual, alcoolismo e drogadicção.

A dopamina (DA, uma contração de 3,4-di-hidroxifenetilamina) é um neurotransmissor monoaminérgico, da família das catecolaminas e das feniletilaminas que desempenha vários papéis importantes no cérebro e no organismo. Os receptores de dopamina são subdivididos em [[Receptor D1 de dopamina|D1], D22, D3, D4 e D5, de acordo com localização no cérebro e função. O cérebro contém várias vias dopaminérgicas, como a via mesolímbica, que desempenha um papel importante no sistema de comportamento motivado a recompensa.
 A maioria das recompensas aumentam o nível de dopamina no cérebro, e muitas drogas viciantes aumentam a atividade neuronal da dopamina. A dopamina é produzida especialmente pela substância negra e na área tegmental ventral (ATV). A dopamina também está envolvida no controle de movimentos, aprendizado, humor, emoções, cognição e memória.
É precursora natural da adrenalina e da noradrenalina, outras catecolaminas com função estimulante do sistema nervoso central.
A desregulação da dopamina está relacionada a transtornos neuropsiquiátricos como doença de Parkinson, no qual ocorre escas sez na via dopaminérgica nigro-estriatal, e na esquizofrenia, no qual ocorre excesso de dopamina na via dopaminérgica no mesolímbico e escassez na via mesocortical.

## Mecanismo de ação

Na via de recompensa, dopamina é fabricado na área tegmental ventral e é liberado no núcleo accumbens e segue para o córtex pré-frontal. Na via responsável por movimentação, a dopamina é produzida na substância negra e liberada no corpo estriado

Estimula os receptores adrenérgicos do sistema nervoso simpático. Também atua sobre os receptores dopaminérgicos nos leitos vasculares renais, mesentéricos, coronarianos e intracerebrais, produzindo vasodilatação. Os efeitos são dependentes da dose.
Em doses baixas (0,5 a 2 mcg/kg/min) atua predominantemente sobre os receptores dopaminérgicos, produzindo vasodilatação mesentérica e renal. A vasodilatação renal dá lugar a um aumento do fluxo sanguíneo renal, da taxa de filtração glomerular, da excreção de sódio e geralmente do volume urinário.
Em dose baixas a moderadas (2 a 10 mcg/kg/min) também exerce um efeito inotrópico positivo no miocárdio devido à ação direta sobre os receptores beta-1 e uma ação indireta mediante a liberação de norepinefrina dos locais de armazenamento. Destas ações resulta um aumento da contratilidade do miocárdio e do volume de ejeção, aumentando então o gasto cardíaco. A pressão arterial sistólica e a pressão do pulso podem aumentar, sem variação ou com um ligeiro aumento da pressão arterial diastólica. A resistência total periférica não se altera. O fluxo sanguíneo coronário e o consumo de oxigênio do miocárdio geralmente se incrementam.
Com doses mais elevadas (10 mcg/kg/min) ocorre estímulo dos receptores alfa adrenérgicos, produzindo um aumento da resistência periférica e vasoconstricção renal. As pressões sistólica e diastólica aumentam como resultado do incremento do gasto cardíaco e da resistência periférica.

## Farmacocinética da dopamina

### Distribuição
Distribui-se amplamente no organismo, não atravessa a barreira hematoencefálica, não se sabe se atravessa a placenta.

### Metabolismo
No fígado, rins e plasma pela MAO (monoaminoxidase) e COMT (catecol -O- metiltransferase) a compostos inativos. Em torno de 25% da dose se metaboliza a norepinefrina nas terminações nervosas adrenérgicas.

### Meia-vida
Plasma — aproximadamente 2 minutos.

### Duração da ação
Menos de 10 minutos.

### Eliminação
Renal — cerca de 80% da dose de dopamina é excretada na urina em 24 horas, fundamentalmente com metabólitos e uma pequena porção de forma inalterada.

## Vias dopaminérgicas
- Via mesolímbica: sabe-se que a dopamina está relacionada ao pensamento. Esquizofrenia envolve aumento da atividade dopaminérgica nessa via.
- Via nigro-estriatal: a dopamina estabiliza os movimentos. A doença de Parkinson está relacionado a escassez dopaminérgica nessa via.
- Via túberoInfundibular: a dopamina na hipófise inibe a prolactina. Na Depressão pós-parto ocorre diminuição da dopamina.
- Via mesocortical: a Dopamina atua no controle do apetite.

## Utilização médica
Dopaminérgicos podem ser administrados por seringa (via endovenosa) ou comprimidos (via oral e sublingual).
É um agente que tem ação inotrópica, sem alterar padrão cronotrópico, aumenta o poder de contração cardíaca através dos receptores beta-1. Tem ação vasopressora e simpaticomimética. Estimulante dos receptores da dopamina. É também precursor da noradrenalina e catecolamina.
Tem utilização no tratamento de alguns tipos de choques tal qual o choque circulatório sendo particularmente benéfica para os pacientes com oligúria e com resistência vascular periférica baixa ou normal. A dopamina também é utilizada com grande êxito no tratamento do choque cardiogênico (causado pelo sistema circulatório) e choque bacteriêmico (causado por excesso de bactérias prejudiciais), bem como no tratamento da hipotensão intensa seguida a remoção do feocromocitoma.

### Posologia
Diluição padrão (1 mg/ml = 3 mcg/kg/min): Dopamina (50 mg/ml) fazer 5 ampolas em 200 ml de soro glicosado a 5% endovenoso correndo na bomba de infusão (BIC) na vazão de 10,8ml/h para um paciente cujo peso se aproxime de 60 kg.[carece de fontes?]
Solução Concentrada (2 mg/ml = 6 mcg/kg/min): Dopamina (50 mg/ml) fazer 10 ampolas em 150 ml de soro glicosado a 5% endovenoso correndo na bomba de infusão (BIC) na vazão de 10,8ml/h para um paciente cujo peso se aproxime de 60 kg.[carece de fontes?]

## Contraindicação médica
A dopamina é contraindicada para pacientes portadores de feocromocitoma, bem como na presença de taquicardia ou fibrilação ventricular.
Como a segurança e a eficácia do uso da dopamina durante a gravidez ainda não foram bem estabelecidas, ela só deve ser feito caso o médico ache conveniente, ou se os efeitos benéficos sobrepujarem os riscos potenciais para o feto.
A dopamina não deve ser administrada junto com bicarbonato de sódio ou outras soluções alcalinas intravenosos, pois ela se torna inativa na presença de soluções alcalinas.